# Balanophoraceae
Balanophoraceae is een botanische naam, voor een familie van tweezaadlobbige planten. Een familie onder deze naam wordt algemeen erkend door systemen voor plantentaxonomie.
Het gaat om een kleine familie, van enkele tientallen soorten, van zeer vreemde planten: het zijn volledige parasieten. Balanophora betekent eikeldragend (vorm van de vrouwelijke stengels).
Ook het APG-systeem (1998) en het APG II-systeem (2003) erkennen de familie maar plaatsen haar echter niet in een orde. De APWebsite [10 feb. 2008] en het APG III-systeem (2009) plaatsen de familie in de orde Santalales.
Dat is ook de plaatsing in het Cronquist-systeem (1981), waar de familie ruimer omschreven wordt en ook de planten omvat die anders wel de familie Cynomoriaceae vormen.

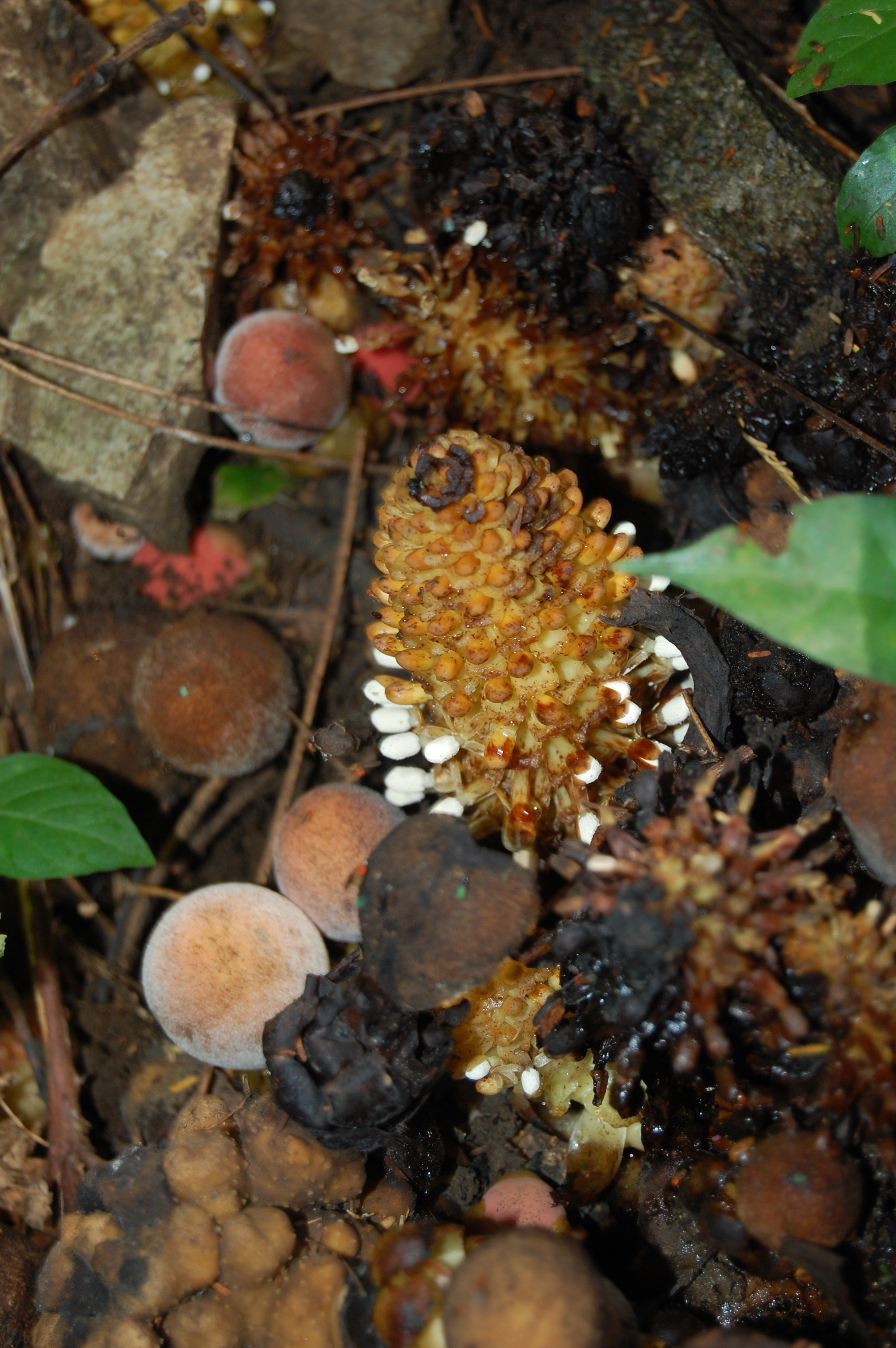
Balanophora indica in Noordwest-Thailand
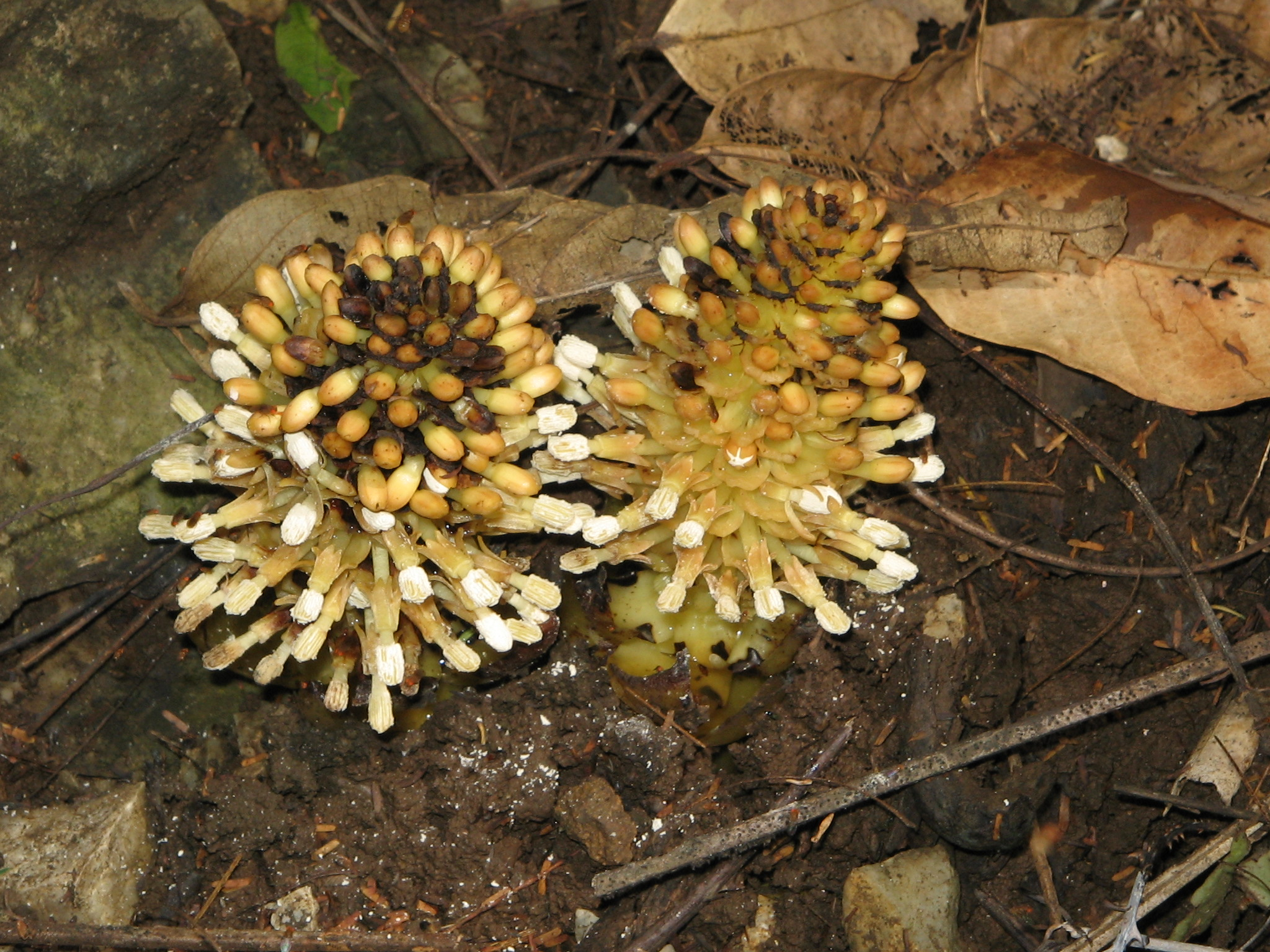
Balanophora indica - Mannelijke stemmen
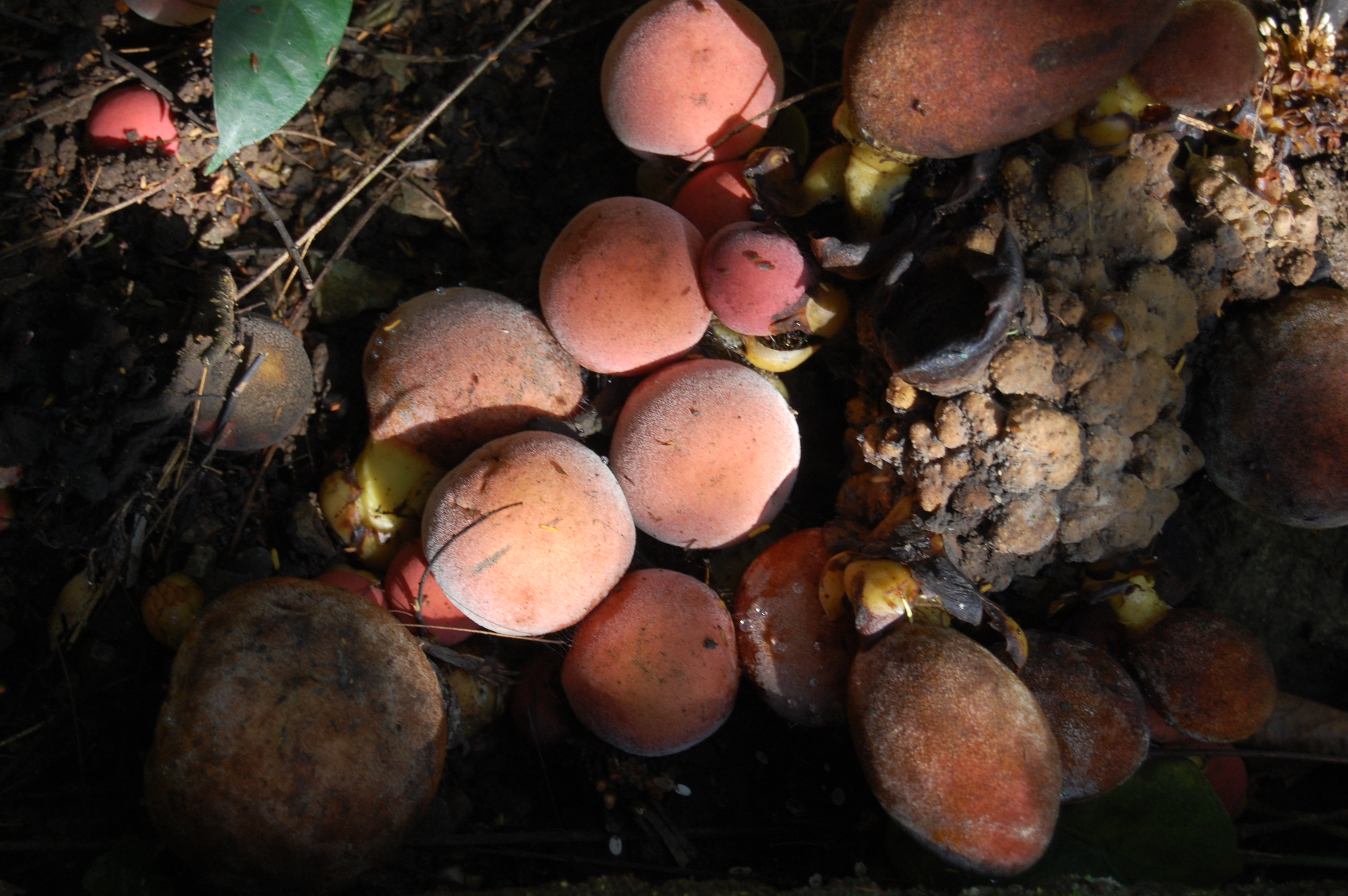
Balanophora indica - Vrouwelijke stemmen